# Agathia par
Agathia par là một loài bướm đêm trong họ Geometridae.